# 原田隆種
原田 隆種（はらだ たかたね）は、戦国時代の武将、大名。原田氏（大蔵氏嫡流）第76代当主。筑前国高祖山城城主。原田興種の子。正室は大内義隆（あるいは大内義興）の娘であり、主君義隆から「隆」の1字を賜って隆種と名乗った。剃髪して了栄を号したので、原田了栄の名でも知られる。通称は弾正。子に種門、種吉、繁種、親種などがいる。

## 経歴
享禄4年（1531年）に高祖表で隆種の家臣烏田通勝、王丸進らが、被官水崎盛政と交戦した記録があり、享禄年間に父の興種から家督を譲られたと推測される。
北九州における大内氏方の代表的な国人領主の一人でしばしば大友氏方の国衆と争った。大寧寺の変で大内義隆の自刃後も、主君の恩顧に筋を通して逆臣陶隆房には従わなかったところ、筒城主で家老西重国が不満を持って肥前国の龍造寺隆信と内通したのでこれを討った。しかし天文21年（1552年）に大友氏が陶氏と連合して侵攻すると、配下の王丸隆（兵庫允）、西重通等々がこぞって寝返って陶氏に呼応したため、高祖山城は落城した。
隆種は降伏して蟄居を強いられ、陶氏から弘中隆兼が代官として姪浜城に入り、大友氏からは臼杵鑑続が派遣されて柑子岳城に入って筑前国の政所を設置したが、弘治元年（1555年）に厳島の戦いで隆房が自害すると、その混乱に乗じて高祖山城を奪還した。
弘治3年（1557年）3月、大内義長が毛利元就に攻められて翌月自害すると、筑前の大内領は大友氏に組み入れられたので、隆種も一時大友氏に属した。同年、家臣本木道哲が嫡男種門と三男繁種を讒言したので、8月7日、二人を謀反の疑いによって岐志で謀殺した。後にこれは誤情報であったと判明するが、隆種はもともと四男親種を寵愛しており、これを嫡子とした。
永禄9年（1566年）、岩屋城主高橋鑑種が毛利氏に内通し、大友義鎮に反旗を翻して宝満山城（宝満城）に籠もると、義鎮は四将を派してこれを鎮圧させようとした。隆種入道了栄は鑑種より援兵を要請され、病を理由に断ったものの、他方で了栄も密かに毛利氏に内通して大友氏に敵対した。嫡子親種を避難と人質を兼ねて安芸国の吉田城に送った。
永禄10年（1567年）9月11日、了栄は大友方の西鎮兼の居城宝珠岳城と支城を落とし、西氏を滅ぼした。さらに柑子岳城に攻めよせたが、龍造寺氏が侵攻したために攻撃を中止した。
永禄11年（1568年）4月、鑑種に同調して立花鑑載が大友氏に反乱を起こすと、毛利氏は援軍(清水左近将監)を送ったが、これに親種が加わっていた。大友勢が立花城を攻囲中、柑子岳城の城代・臼杵新介（臼杵鎮続）が太宰府に出陣すると、了栄は虚を突いて柑子岳城を奪い取った。新介は慌てて帰還して城を回復。追撃する臼杵勢と原田勢は交戦すること1日7回にも及んだ。原田勢は退却したが、了栄は篝火を焚き、火の付いた火縄を竹に挟みんで2～3百本も立てて、鉄砲隊が待ち構えているように装って、臼杵勢の追撃を止めさせた。（第一次池田川原合戦）
一方、龍造寺隆信は高祖山へ進出したので、了栄は西へ転じて、鹿家峠の戦いで、これを撃退した。7月19日、臼杵鎮続は高祖山の麓で原田勢を攻撃したが、この小金坂の戦いは、了栄が鎮続を撃退して敗走させた。8月2日、鑑種の臣・衛藤尾張守は、親種と清水宗知と共に陥落した立花城を奪還しようとしたが撃退され、清水は長門に帰還、親種は高祖山城に敗走する。了栄は原田親秀を救援に派遣して、8月5日、第1次生松原合戦で追っ手の戸次鑑連（立花道雪）と激戦したが、嫡孫秀種など家臣の多くを失った。
一連の戦いは毛利方の敗戦に終わって毛利勢は撤退したが、これを見て今度は龍造寺隆信が筑前に侵攻。了栄（および草野氏）は龍造寺氏に服して、孫（次男の種吉の子、後の原田信種）を龍造寺氏に人質に出すことになった。
永禄12年（1569年）、大友氏と龍造寺氏が和睦したため、了栄は大友氏に復した。同年、毛利氏が再び筑前に侵攻したが、このためにこれには呼応しなかった。
元亀2年（1571年）、（了栄の次男）草野鎮永入道宗陽と吉井隆光の領地争いで吉井浜合戦（吉井合戦）があった。両氏は共に了栄の配下で調停を試みたが失敗し、合戦の後、宗麟の下知で両氏は和睦した。
元亀3年（1572年）正月、鎮続の後を継いだ柑子岳城主臼杵鎮氏は、今津毘沙門（登志神社）に参詣する了栄を暗殺しようとするが、失敗。原田勢に逆襲され、これが1月28日の第2次池田河原の戦いとなって、敗れた臼杵鎮氏は泊城逃れようとしてたどり着けず、平等寺 （筑紫野市）で郎党と共に自害して果てた。
筑前臼杵一党が滅ぼされたと聞いた宗麟は激怒し、天正2年（1574年）4月1日、鎮続を再び筑前に派遣して了栄の首を要求させた。原田氏の親族で会議をしているところに親種が鷹狩りより帰り、これを聞いて憤激して自らの腹を十字に切り裂いた上で首を落として本木大原に投じさせた。これには十人余の士が追腹をして殉じた。臼杵側に検死を要求し、親種の遺体に間違いなければ帰還するように求めたところ、臼杵の執筆坂本伊織という者が、親種の首を持ち帰ると言ったために、了栄は激高して、柑子岳城を攻めて必ず宗麟に復讐すると誓ったが、この頃、大友氏の勢いは強くすぐに行動に移すことはできなかった。
嫡子を失った了栄は先祖が開基した天台宗極楽寺を再興し、曹洞宗に改めて萬歳山龍国寺として親種の菩提を祀った。また草野鎮永の次男は人質として送っていたが、龍造寺氏に請うて元服させ、了栄の養嗣子信種とした。
天正6年（1578年）に大友氏が耳川の戦いで大敗すると、筑前の情勢も再び不穏となり、筑紫広門、秋月種実、宗像氏貞が相次いで龍造寺氏に組して大友に反旗を翻し、了栄もこれに同調して蜂起した。宗麟は立花道雪、高橋紹運、志賀道輝の三将を筑前に派遣して鎮定させようとした。天正7年（1579年）、安楽平城に集結した立花勢と小田部勢と大津留勢は出撃し、7月12日、海と陸から鳥飼、生松原、小金坂へ押し寄せて、原田親秀を撃敗したが、最終的に了栄が陣頭指揮をして小田部勢と大津留勢を撃退。立花勢は生松原に退却したので、これを追撃して第2次生松原合戦となった。了栄は、大友方武将木付鑑実の立て篭もる柑子岳城を包囲した。同城は兵糧が尽きかけていたが、道雪は8月13日、家臣の足立連安・小野鎮幸・米多比鎮久・後藤連種・由布惟時・安東連善・安東連信らを救援隊として兵糧を柑子岳城に送った後、翌日の帰途に生松原を経過する途中、了栄がこれを襲撃して第3次生松原合戦となった。この戦いでは両軍痛み分けに終わり、双方が手を引いた。その後糧米の尽きた柑子岳城は開城投降して退いたので、志摩郡は原田氏の領有となった。同月19日、草野鎮永の領地に波多親が侵攻したので、了栄は援軍を送り、浜崎でこれを破った。
天正9年（1581年）、原田勢は隆信と共に安楽平城を攻略。この頃、了栄は老衰でなくなったようであるが、没年不詳。法名は諡武徳院殿大倫了栄大禅定門。
原田氏の実権は草野鎮永が握り、息子信種を当主としてもり立てたが、これを快く思わない者が家臣におり、これに波多親が介入して天正12年（1584年）の鹿家合戦となる。